# لوكاش يوليش
لوكاش يوليش (بالتشيكية: Lukáš Juliš)‏ (مواليد 2 ديسمبر 1994 في خروديم، التشيك) هو لاعب كرة قدم تشيكي يلعب مع سبارتا براغ كمهاجم. مثّل منتخب التشيك لكرة القدم فئة الشباب. بدأ لوكاش يوليش مسيرته الرياضية عام 2011.

## روابط خارجية
- لوكاش يوليش على موقع الاتحاد التشيكي (الإنجليزية)
- لوكاش يوليش على موقع قاعدة بيانات كرة القدم.إي يو (الإنجليزية)
- لوكاش يوليش على موقع Soccerway.com (الإنجليزية)
- لوكاش يوليش على موقع AS.com (الإسبانية)